# Muro (Haute-Corse)
Muro település Franciaországban, Haute-Corse megyében. Lakosainak száma 248 fő (2022. január 1.). Muro Cateri, Montegrosso, Avapessa, Feliceto és Zilia községekkel határos.

## Népesség
A település népességének változása:
| Lakosok száma | 400  | 283  | 276  | 261  | 233  | 234  | 238  | 253  | 257  | 248  |
|               | 1968 | 1982 | 1990 | 2006 | 2013 | 2015 | 2017 | 2019 | 2020 | 2022 |